# Le Mans Union Club 72
El Le Mans Football Club és un club de futbol francès de la ciutat de Le Mans.

## Història
- 1900: Fundació del Union Sportive du Mans
- 1908: Creació de la secció de futbol
- 1985: Creació del Le Mans UC72 per la fusió de ¡'Union Sportive du Mans i Stade Olympique du Maine

## Palmarès
- Campionat DH Quest (2): 1961, 1965
- Coupe Gambardella (1): 2004

## Futbolistes destacats
| - José Arribas - Laurent Bonnart - Jean Calvé - Daniel Cousin - James Fanchone - Yannick Fischer - Christian Gourcuff - Fabrice Pancrate - Stéphane Samson - Francis Smerecki - Olivier Thomas | - Olivier Thomert - Hassan Yebda - Rudi Vata - Grafite - Tulio De Melo - Jacques Songo'o - Chiguy Lucau - Zvonimir Deranja - Ismaël Bangoura - Mohammed Sylla | - Georges Ba - Dagui Bakari - Didier Drogba - Romaric - Daisuke Matsui - Dan Eggen - Sergiu Radu - Thabang Molefe - Davide Chiumiento - Alexandre Comisetti |

## Entrenadors
| - 1945-1946 : Braustein - 1946-1948 : ? - 1948-1951 : Émile Rummelhardt - 1951-1952 : Choulet - 1952-1953 : ? - 1953-1957 : Camille Libar - 1957-1964 : André Grillon - 1964-1976 : René Dereuddre - 1976-1979 : Alain Laurier - 1979-1981 : Michel Rodriguez - 1981-1985 : Guttierez - 1985-1986 : Bernard Deferrez |  | - 1986-1989 : Christian Gourcuff - 1989-1994 : Christian Létard - 1994-1997 : Thierry Froger - 1997-1997 : Slavo Muslin - 1997-2000 : Marc Westerloppe - 2000-2000 : Alain Pascalou - 2000-2004 : Thierry Goudet - 2004-2004 : Daniel Jeandupeux - 2004-2007 : Frédéric Hantz - 2007-2008 : Rudi Garcia - 2008-: Yves Bertucci |